# Ogiwara Seisensui
Ogiwara Seisensui (jap. 荻原 井泉水; * 16. Juni 1884 in Shimmei, Stadtbezirk Shiba (heute: Hamamatsu, Stadtbezirk Minato), Tōkyō; † 20. Mai 1976 in Kamakura) war ein japanischer Haikuist. Sein eigentlicher Name lautete Kitarō (幾太郎), später wurde er Tōkichi (藤吉) genannt.

## Leben
Ogiwara Seisensui wurde als zweiter Sohn eines Gemischtwarenhändlers in Shimmei geboren. Die Familie Ogiwara stammte aus Takada in der alten Provinz Echigo (heute ein Teil der Stadt Jōetsu, Präfektur Niigata), wo der Großvater, Tōkichi, aufgrund familiärer Umstände das Haus verlassen und nach Edo gegangen sein soll.
Seisensui besuchte die Azabu-Mittelschule und begann in dieser Zeit, Haiku zu schreiben. Er besuchte auch die Seisoku-Mittelschule und die Erste Oberschule und beendete im Jahre 1908 das Studium im Fachbereich Linguistik der Kaiserlichen Universität Tōkyō.
1911 übernahm er die Redaktion der dem „neuen Haiku“ gewidmeten Zeitschrift Sōun (層雲, dt. „Schichtwolken“), an der auch Kawahigashi Hekigotō sich beteiligte. In demselben Jahr heiratete er seine Frau Keiko (桂子).
1912 gab er die Haiku-Sammlung Shizen no tobira (自然の扉, dt. „Das Tor der Natur“) heraus, die erste Sammlung „freier Haiku“, die von der Sōun-Zeitschrift veröffentlicht wurde. 1913 erklärte er die Nichtnotwendigkeit von Jahreszeitenwörtern, traditionell unbedingtes Merkmal eines Haiku, woraufhin Hekigotō, der sich nicht damit einverstanden erklärte, die Zeitschrift verließ. Stattdessen traten zu dieser Zeit Ozaki Hōsai und Taneda Santōka, auf der Oberschule nur eine Klasse unter Seisensui, der Sōun bei. Doch zu einem wirklichen Gespräch mit Seisensui kam es nicht.
1923 verstarb seine Ehefrau Keiko und seine Mutter, woraufhin Seisensui nach Kyōto zog. 1929 heiratete er erneut, diesmal Hisako (寿子) und im darauffolgenden Jahr wurde der erste Sohn, Kaiichi (海一), geboren. Im gleichen Jahr besuchte Seisensui die Gegend um die Stadt Saku, Präfektur Nagano und hielt in einem Hotel in Saku auf, wo er Werke hinterließ. Ein Waka-Gedenkstein im Hotel erinnert daran.
1965 wurde er Mitglied der japanischen Akademie der Künste (日本芸術院, Nihon-geijutsuin). Am 20. Mai 1976 verstarb Ogiwara Seisensui im Alter von 91 Jahren.